# Kostel svaté Apoleny (Přimda)
Kostel svaté Apoleny je bývalý kostel, jehož ruiny se nacházejí v prostoru zaniklé osady Svatá Apolena, která stávala několik kilometrů jižně od Přimdy na Tachovsku. Kostel býval regionálním poutním místem. Roku 2007 byla jeho zřícenina prohlášena za kulturní památku.
Pozemek s kostelem patří Občanskému sdružení Zvon z Bělé nad Radbuzou, které organizuje jeho rekonstrukci. Kromě záchranných stavebních prací se věnuje i hledání v archivech; jeho členové našli např. listinu ze 2. poloviny 18. století, ve které papež Pius VI. udělil kněžím všech tehdy registrovaných řádů možnost sloužit v kostele bohoslužby.

## Historie
Kaple sv. Apoleny je poprvé zmiňována roku 1580. Nachází se zde pramen, ke kterému po zprávách o zázračných vyléčeních očních chorob začali putovat nemocní. Majitel panství, hrabě Georg Maximilian Lindelo, proto na místě nechal postavit kostel, vysvěcený roku 1670. Šlo o hranolovou stavbu s vestavěnou věží na jižním boku. Vnitřní prostor byl členěn rohovými vestavbami kaplí.
O svatodušních svátcích se zde konaly hojně navštěvované mše. O kostel pečovali dva poustevníci. V průběhu 19. století věhlas místa klesal. Od roku 1938 byly mše slouženy pod širým nebem, protože už tehdy byl kostel v havarijním stavu. Jeho vnitřní zařízení bylo převezeno do okolních kostelů. Osada Svatá Apolena byla zcela zbořena, osídlení zaniklo před rokem 1960.

## Galerie

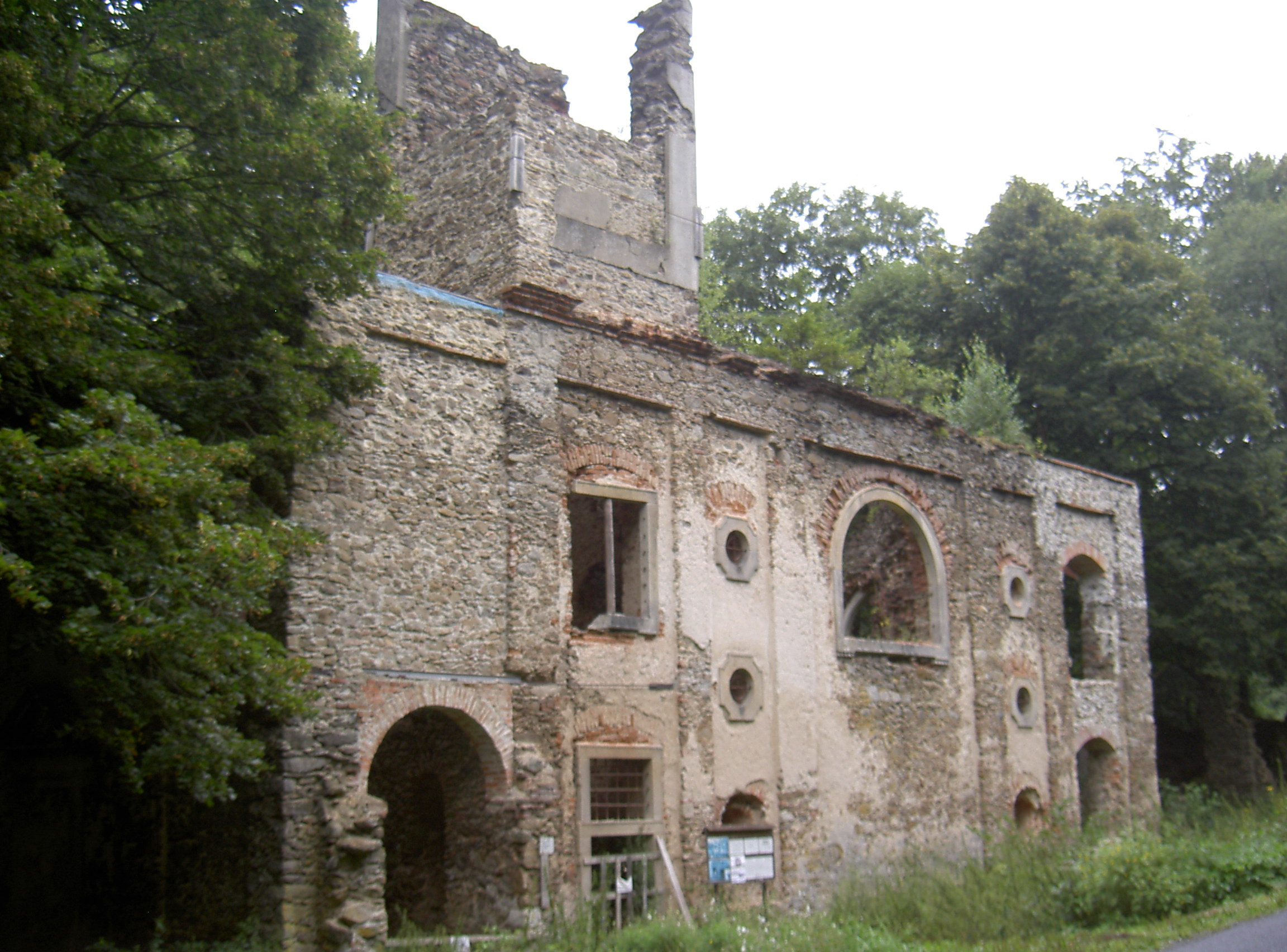
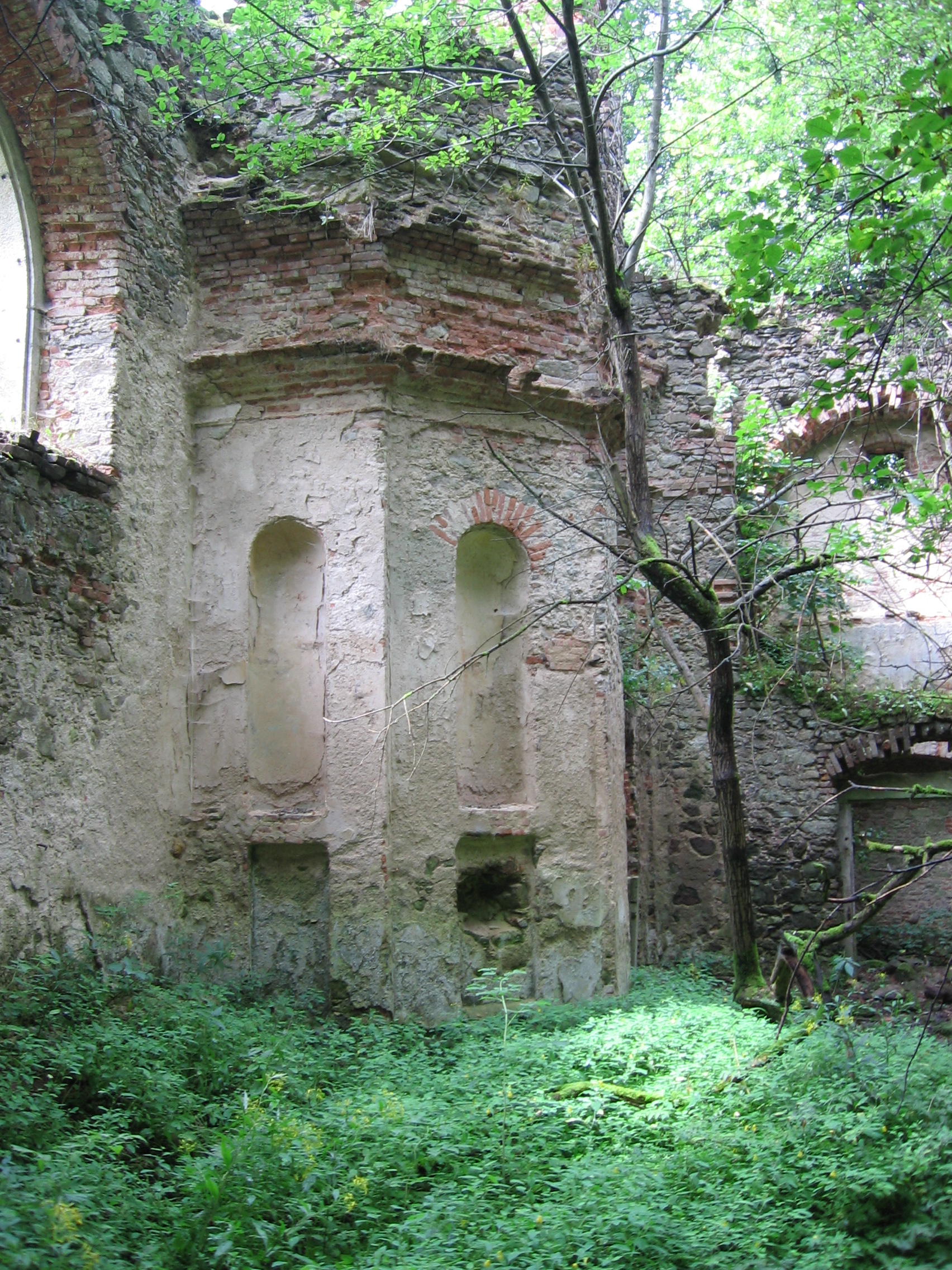
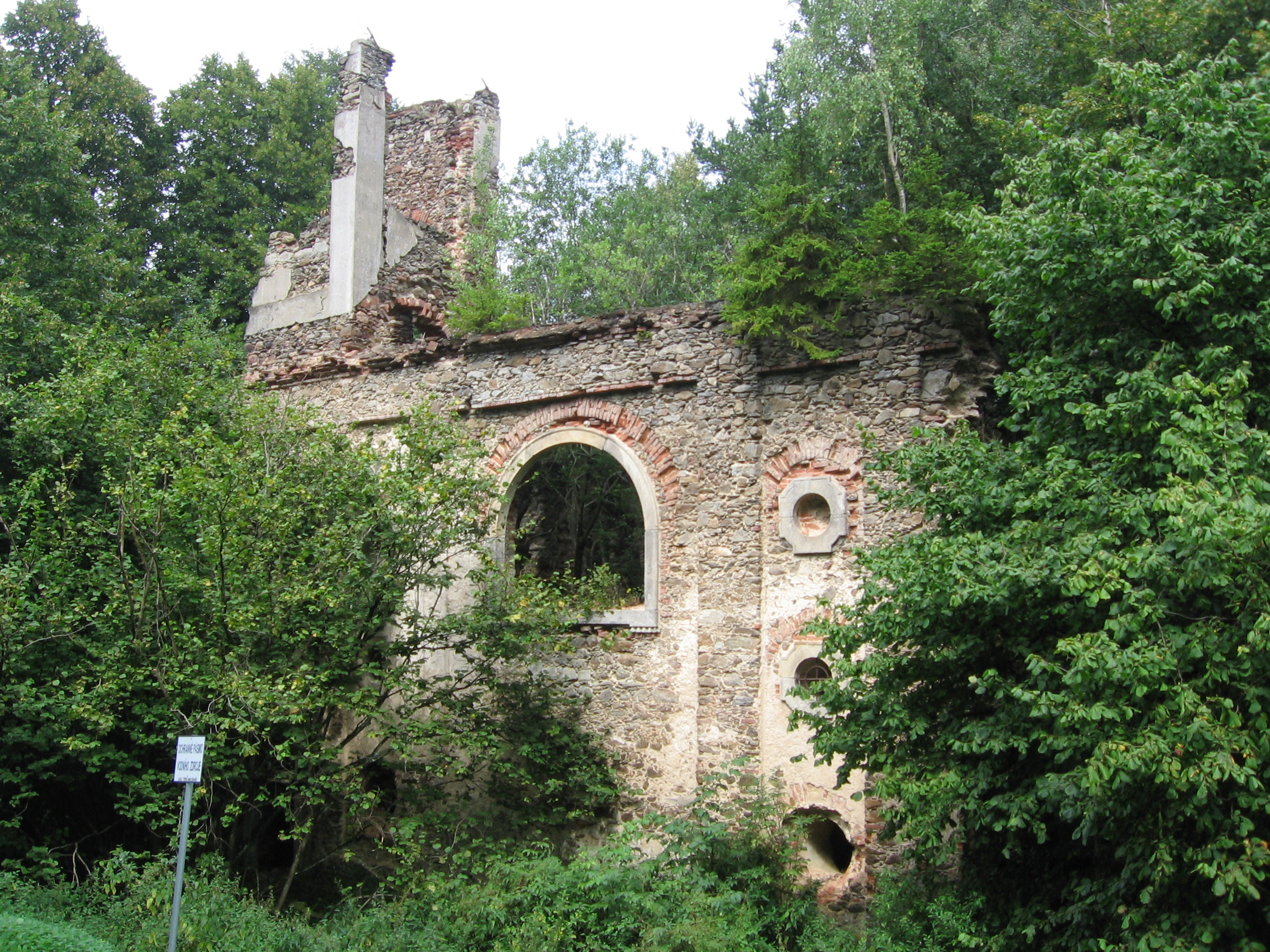